# Болије (Кантал)
Болије (фр. Beaulieu) насеље је и општина у централној Француској у региону Оверња, у департману Кантал која припада префектури Морјак.
По подацима из 2011. године у општини је живело 93 становника, а густина насељености је износила 12,17 становника/km². Општина се простире на површини од 7,64 km². Налази се на средњој надморској висини од 620 метара (максималној 748 m, а минималној 531 m).

## Демографија
| 1962. | 1968. | 1975. | 1982. | 1990. | 1999. | 2011. |
| ----- | ----- | ----- | ----- | ----- | ----- | ----- |
| 129   | 137   | 139   | 150   | 132   | 137   | 93    |

График промене броја становника у току последњих година